# Evangelische Kapelle (Dotzlar)

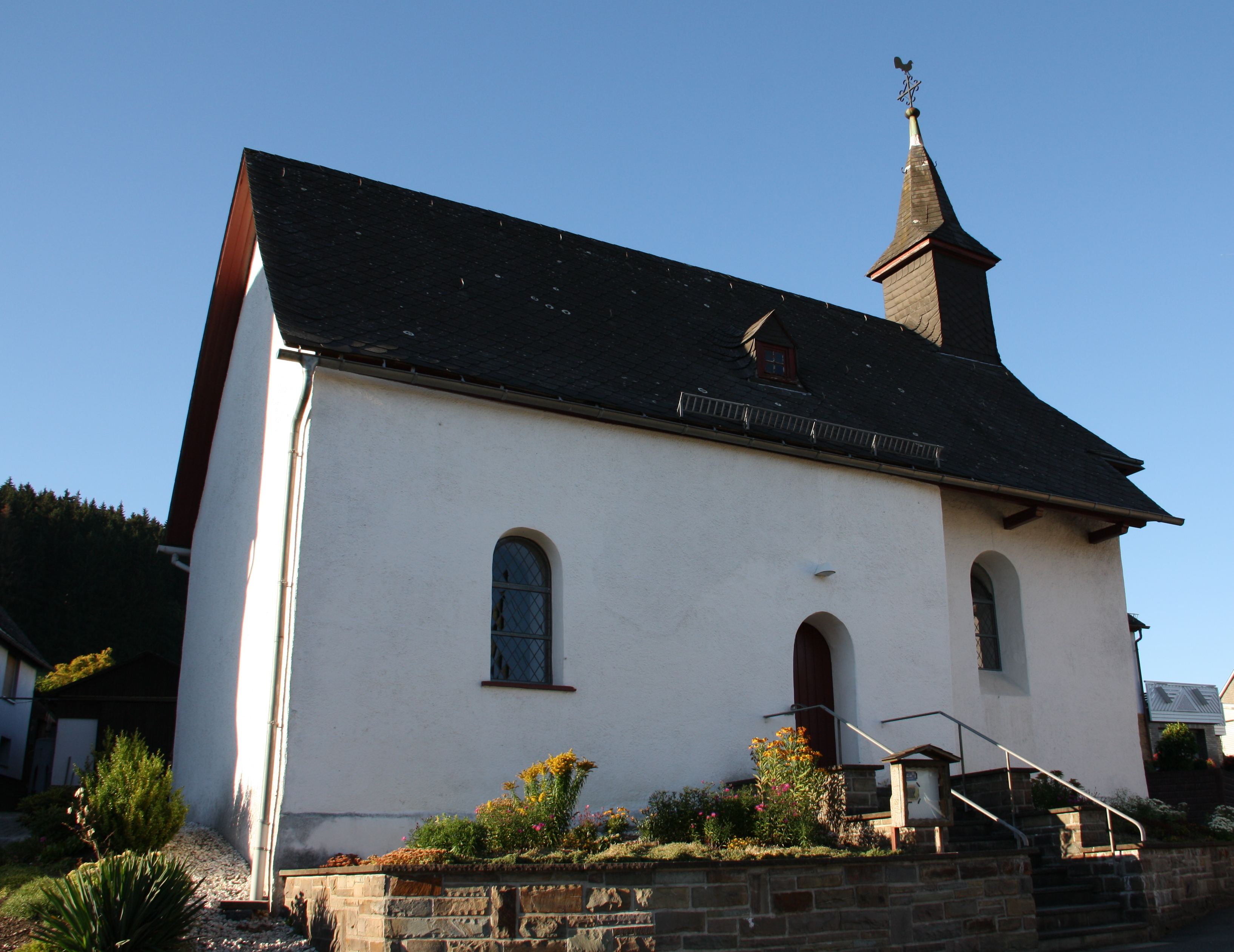
Evangelische Kapelle Dotzlar

Die evangelische Kapelle ist ein denkmalgeschütztes Kirchengebäude in Dotzlar, einem Stadtteil von Bad Berleburg im Kreis Siegen-Wittgenstein (Nordrhein-Westfalen).

## Geschichte und Architektur
Der zweijochige spätromanische Saal mit leicht eingezogenem gerade geschlossenem Chor steht auf einer über dem Edertal gelegenen Anhöhe. Das Gebäude wurde um 1300 errichtet. Der schlichte verputzte Bau ist durch Rundbogenfenster gegliedert. Das Dach ist mit einem kleinen Dachreiter bekrönt. Im Innenraum sind unregelmäßig kuppelige Gratgewölbe eingezogen. Die Kanzel wurde 1682 eingebaut. Das Gebäude wurde bis 1855 auch als Schulraum benutzt.

## Glocken
Die beiden Stahlglocken wurden 1904 beim Bochumer Verein gegossen. Die Bronzeglocke wurde 1962 gegossen, sie trägt die Aufschrift: Allein Gott in der Höh sei Ehr.